# Jessie Tarbox Beals

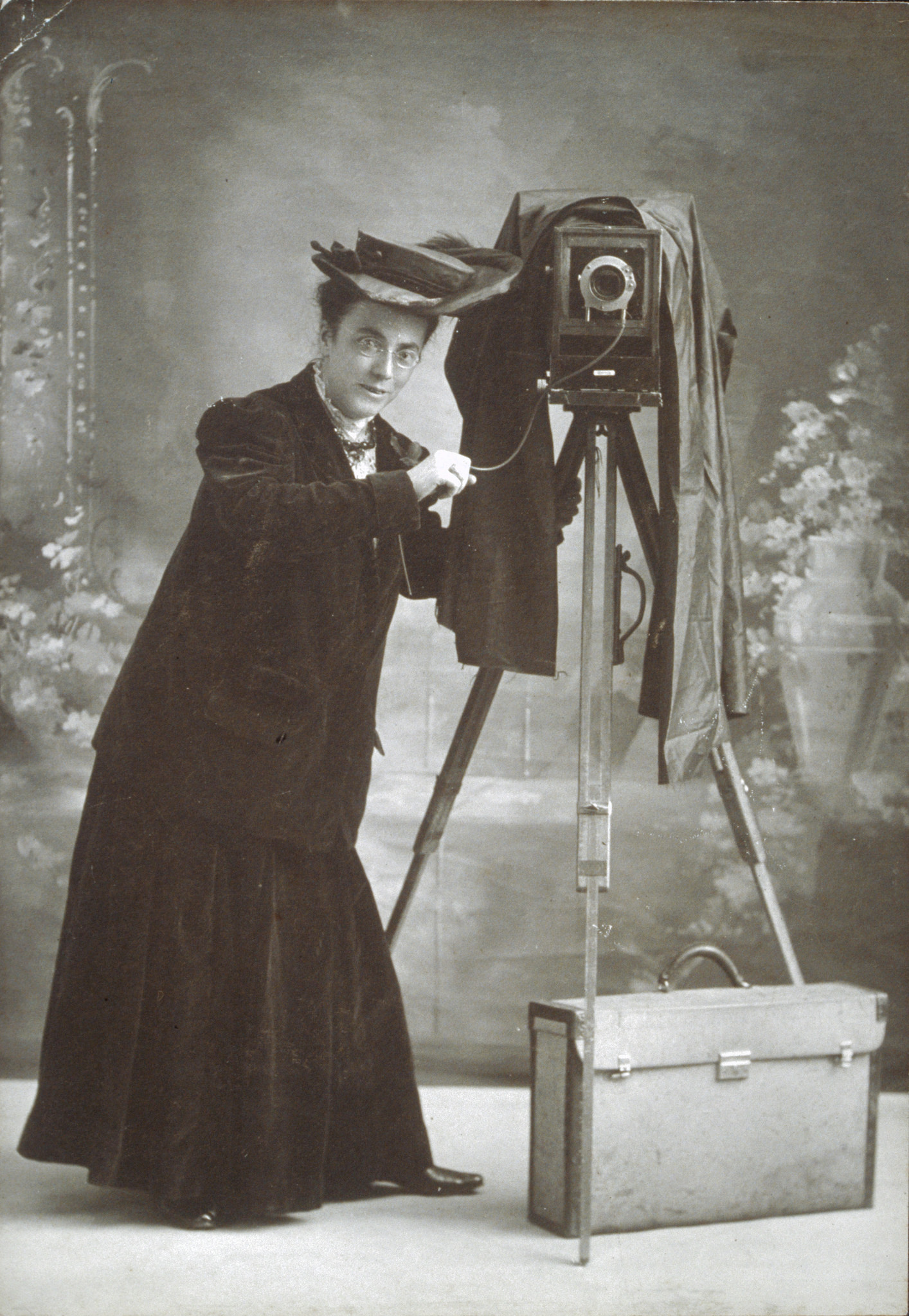
Jessie Tarbox Beals met haar camera in circa 1905

Jessie Tarbox Beals (Hamilton, 23 december 1870 - New York, 30 mei 1942) was een Amerikaanse fotografe, de eerste Amerikaanse vrouwelijk nieuwsfotografe en de eerste vrouwelijke nachtfotografe.
Beals verwierf haar voornaamste bekendheid als freelance nieuwsfotograaf, onder andere van de St. Louis World's Fair in 1904, en portretten van plekken zoals de Bohemian Greenwich Village. Zij heeft een opmerkelijk brede selectie van foto's gemaakt, waaronder huiselijke taferelen, zelfportretten en politieke thema's (zoals de suffragettes).
Aanvankelijk werkte Beals als lerares op een school in Greenfield, Massachusetts. Ze begon als hobbyfotografe nadat ze een camera had gewonnen via het kindertijdschrift The Youth's Companion. Door een combinatie van Beals passie, moed en technologische vooruitgang (er werden kleinere, draagbare camera's ontwikkeld waarvan de foto's gedupliceerd konden worden) heeft zij van haar hobby haar beroep kunnen maken. Ze werkte sinds 1902 als persfotografe. Veel van haar werk is tegenwoordig in het bezit van de Schlesinger bibliotheek: een onderzoeksbibliotheek naar de geschiedenis van Amerikaanse vrouwen in Harvard, Boston.
- Gemeinsame Normdatei: 130815055
- International Standard Name Identifier: 0000 0000 7875 4946
- Library of Congress Control Number: n78019263
- Nederlandse Thesaurus van Auteursnamen: 068900848
- PIC: 1899
- RKD-Nederlands Instituut voor Kunstgeschiedenis: 375783
- SNAC: w6tt7zq6
- Système universitaire de documentation: 234190000
- Union List of Artist Names: 500007393
- Virtual International Authority File: 95725952
- WorldCat: E39PBJkHqd7hbyYvVjKqBGgMyd